# رولشتورف
رولستورف (به آلمانی: Rullstorf) یک شهر در آلمان است که در Scharnebeck واقع شده‌است. فاصله تا هامبورگ در حدود ۳۰ دقیقه، نزدیکترین ایستگاه قطار در شهر لونبورگ واقع شده است.  رولستورف ۱٬۷۷۹ نفر جمعیت دارد.